# Шарипов, Марат Джаудатович
Марат Джаудатович Шарипов (род. 9 октября 2002, Чебоксары) — российский теннисист, мастер спорта России (2018). Победитель одного турнира ATP Challenger в парном разряде;  победитель двадцати турниров ITF (9 — в одиночном разряде); двукратный чемпион России в парном разряде (2022, 2023).

## Общая информация
Родился 9 октября 2002 года в Чебоксарах, в Чувашии, в России. И имеет татарское происхождение.
В теннис он пришёл в 6 лет, и с детства тренируется в Европе: с 10 лет тренировался в Хорватии, потом в Сербии, а с января 2023 года во Франции, в теннисной академии La French Touch — в городе Агд, под руководством французского тренера Жюльена Варле.

## Спортивная карьера
В течение 2023—2024 годов стал победителем девяти турниров ITF в одиночном разряде.
И в 2021—2024 годах стал победителем ещё одиннадцати турниров ITF в парном разряде.

### 2020
В конце сентября 2020 года стал четвертьфиналистом Открытого чемпионата Франции в парном разряде среди юношей, где он вместе с сербом Хамадом Меджедовичем в четвертьфинале проиграл французам Джованни Мпетши Перрикару и Лилиану Мармусу. Он также выступал в одиночном разряде среди юношей этого турнира, где в первом круге проиграл ивуарийцу Элиакиму Кулибали в трёх сетах со счётом 6-4, 3-6, 6-7.

### 2022
В августе 2022 года стал серебряным призёром на Всероссийской спартакиады по летним видам спорта среди сильнейших спортсменов, в финале проиграв соотечественнику Ивану Неделько со счётом 3-6, 2-6.
В сентябре 2022 года стал абсолютным победителем Международного турнира «Kazan Kremlin Cup», в финале одиночного разряда победив соотечественника Ивана Неделько со счётом 4-6, 6-3, 6-4. В парном разряде этого турнира он также взял чемпионский титул, где вместе с Ильей Симакиным в финале обыграл Максима Старостина и Евгения Филиппова со счётом 7-5, 6-3.
В начале октября 2022 года в Казани стал чемпионом России в парном разряде, где вместе с Алибеком Качмазовым в финальном матче обыграл Игоря Кудряшова и Данила Спасибо со счётом 7-6(2), 6-3.

### 2023—2024
В начале октября 2023 года в Казани снова стал чемпионом России в парном разряде, где вместе с Егором Агафоновым в финальном матче обыграл Михаила Елгина и Евгения Тюрнева со счётом 6-3, 6-4.
В январе 2024 года в Нонтхабури (Таиланд) дебютировал на турнирах серии «челленджер» в одиночном разряде, где он в квалификации сначала обыграл представителя Турции Эрги Киркина (4-6, 7-6, 6-3), затем благодаря отказу от матча из-за травмы австралийца Бернарда Томича и вышел в основную сетку турнира. В первом круге он обыграл представителя США Тенниса Сандгрена (7-5, 6-4), во втором раунде сломил сопротивление бельгийца Киммера Коппеянса (6-3, 6-4), но на стадии четвертьфинала проиграл представителю Южной Кореи Хон Сён Чану в трёх сетах со счётом 6-3, 3-6, 2-6.

## Итоговое место в рейтинге ATP по годам
| Год  | Одиночный рейтинг | Парный рейтинг |
| 2024 | 312               | 381            |
| 2023 | 413               | 618            |
| 2022 | 837               | 486            |
| 2021 | 1126              | 964            |
| 2020 | 1476              | 1753           |